# Associazione Calcio Padova 1927-1928
Questa voce raccoglie le informazioni riguardanti la Associazione Calcio Padova nelle competizioni ufficiali della stagione 1927-1928.

## Stagione
Nella stagione 1927-1928 la squadra biancoscudata si è piazzata al 7º posto nel girone A della Divisione Nazionale con 17 punti. Campocannoniere stagionale è stato Giovanni Vecchina con 14 centri. A seguire Serdoz con 4 e Lamon, Favaron, Bonello, Zanninovich e Fayenz con 1 centro. A favore del Padova va considerato anche un autogol (Fornaciari nella partita contro la Reggiana). Lo scudetto è stato vinto per la prima volta dal Torino, dopo quello revocato nella stagione scorsa. Ha vinto sia il girone A con 30 punti, che il girone finale, vinto con 2 punti di vantaggio sul Genoa.

## Rosa
| N. |                   | Ruolo | Calciatore         |
| -- | ----------------- | ----- | ------------------ |
|    | Italia (bandiera) | P     | Nicolino Latella   |
|    | Italia (bandiera) | D     | Mario Caretta      |
|    | Italia (bandiera) | D     | Primo Danieli      |
|    | Italia (bandiera) | D     | Umberto Favero     |
|    | Italia (bandiera) | D     | Giovanni Mion      |
|    | Italia (bandiera) | D     | Giuseppe Piasentin |
|    | Italia (bandiera) | D     | Giulio Zanninovich |
|    | Italia (bandiera) | C     | Antonio Fayenz     |
|    | Italia (bandiera) | C     | Ippolito Favaron   |
|    | Italia (bandiera) | C     | Mario Villini      |

| N. |                   | Ruolo | Calciatore        |
| -- | ----------------- | ----- | ----------------- |
|    | Italia (bandiera) | A     | Vittorio Bonello  |
|    | Italia (bandiera) | A     | Gastone Gamba     |
|    | Italia (bandiera) | A     | Luigi Geremia     |
|    | Italia (bandiera) | A     | Egisto Guarnieri  |
|    | Italia (bandiera) | A     | Fortunato Lamon   |
|    | Italia (bandiera) | A     | Giovanni Monti    |
|    | Italia (bandiera) | A     | Olindo Serdoz     |
|    | Italia (bandiera) | A     | Giovanni Vecchina |
|    | Italia (bandiera) | A     | Pio Veronese      |

## Risultati

### Divisione Nazionale girone A

#### Girone di andata
| Arbitro: | Mattea (Casale Monf.) |

|              |           |              |
| Vecchina 20’ | Marcatori | 81’ Giuliani |

| Arbitro: | Garbieri (Genova) |

|  |           |                              |
|  | Marcatori | 65’ Vecchina 72’ 85’ Geremia |

| Arbitro: | Sguerso (Savona) |

|                                |           |              |
| Cattaneo 29’ Banchero 40’, 89’ | Marcatori | 57’ Vecchina |

| Arbitro: | Caironi (Milano) |

|              |           |                           |
| Vecchina 32’ | Marcatori | 20’ G. Chiecchi 71’ Catto |

| Arbitro: | Beretta (Novi Ligure) |

|                          |           |            |
| Vecchina 35’ (rig.), 72’ | Marcatori | 78’ Tosini |

| Arbitro: | Mangano (Milano) |

|                                           |           |              |
| G. Rossetti 25’ Vezzani 32’ Libonatti 66’ | Marcatori | 77’ Vecchina |

| Arbitro: | Giorgi (Milano) |

|  |           |                        |
|  | Marcatori | 17’ Musoni 90’ Mondini |

| Arbitro: | Casetta (Milano) |

|                                             |           |              |
| L. Bajardi 2’ Zanello 22’ (rig.) Osenga 52’ | Marcatori | 66’ Vecchina |

| Arbitro: | Mattea (Casale Monf.) |

|                         |           |               |
| Fayenz 74’ Vecchina 85’ | Marcatori | 61’ Ostromann |

| 8 dicembre 1927 10ª giornata |  | – Turno di riposo del Padova |  |  |

| Arbitro: | Vedda (Vercelli) |

|                         |           |                                    |
| Benatti 73’ Baruzzi 84’ | Marcatori | 37’ Vecchina 87’ (aut.) Fornaciari |

#### Girone di ritorno
| Arbitro: | U. Gama (Milano) |

|                 |           |  |
| A. Prosperi 44’ | Marcatori |  |

| Arbitro: | Serra (Bologna) |

|                            |           |  |
| O. Serdoz 66’ Vecchina 70’ | Marcatori |  |

| Arbitro: | Osti (Ferrara) |

|                   |           |              |
| Vecchina 49’, 62’ | Marcatori | 66’ Banchero |

| Arbitro: | Casetta (Milano) |

|                                                    |           |             |
| Levratto 45’ E. Bodini 58’ Levratto 74’ 82’ (rig.) | Marcatori | 24’ Bonello |

| Arbitro: | Medica (Bologna) |

|                   |           |                         |
| E. Ghisi 56’, 86’ | Marcatori | 40’ G. Monti 48’ Serdoz |

| Arbitro: | Gamberini (Bologna) |

|  |           |                                                   |
|  | Marcatori | 25’ 72’ Baloncieri 82’ Franzoni 86’ (aut.) Fayenz |

| Arbitro: | Enrietti (Torino) |

|                                         |           |  |
| Musoni 32’ Ranelli 69’ Delle Vedove 74’ | Marcatori |  |

| Arbitro: | Mastellari (Bologna) |

|                   |           |  |
| Fayenz 57’ (rig.) | Marcatori |  |

| Arbitro: | Medica (Bologna) |

|                                         |           |  |
| Torriani 21’ Ostromann 48’ Torriani 63’ | Marcatori |  |

| 26 febbraio 1928 21ª giornata |  | – Turno di riposo del Padova |  |  |

| Arbitro: | Barlassina (Novara) |

|                              |           |  |
| Vecchina 47’ Zanninovich 57’ | Marcatori |  |